# National Hockey League 1979-1980
La stagione 1979-1980 è stata la 63ª edizione della National Hockey League. La stagione regolare iniziò il 9 ottobre 1979 e si concluse il 6 aprile 1980, mentre i playoff della Stanley Cup terminarono il 10 maggio 1980. I Detroit Red Wings ospitarono l'NHL All-Star Game presso la Joe Louis Arena il 5 febbraio 1980. I New York Islanders sconfissero i Philadelphia Flyers nella finale di Stanley Cup per 4-2, conquistando il primo titolo nella storia della franchigia, divenendo così la seconda squadra capace di vincere un titolo fra le formazioni nate nel 1967.
Rispetto alla stagione precedente la lega si allargò da diciassette a ventuno formazioni grazie all'assorbimento di quattro formazioni provenienti dalla World Hockey Association: Edmonton Oilers, Hartford Whalers, Quebec Nordiques e Winnipeg Jets. Per questo motivo fu ridisegnato il calendario della stagione regolare mentre i playoff furono ampliati da dodici a sedici partecipanti, numero da allora invariato.
Nell'agosto del 1979 il presidente della NHL John Ziegler rese obbligatorio per tutti i nuovi giocatori l'uso del caschetto, mentre gli atleti già presenti nella lega erano liberi di continuare a non indossarlo o adottarlo anche loro. L'ultimo giocatore privo del casco si ritirò nel 1997. Nel corso della stagione regolare i Philadelphia Flyers stabilirono un nuovo primato fra tutti gli sport professionistici nordamericani con 35 gare consecutive senza sconfitte dal 14 ottobre 1979 fino al 6 gennaio 1980.

## Squadre partecipanti
- Atlanta Flames
- Boston Bruins
- Buffalo Sabres
- Chicago Blackhawks
- Colorado Rockies
- Detroit Red Wings
- Edmonton Oilers
- Hartford Whalers
- Los Angeles Kings
- Minnesota North Stars
- Montreal Canadiens

- New York Islanders
- New York Rangers
- Philadelphia Flyers
- Pittsburgh Penguins
- Quebec Nordiques
- St. Louis Blues
- Toronto Maple Leafs
- Vancouver Canucks
- Washington Capitals
- Winnipeg Jets

## Pre-season

### NHL Expansion Draft
L'Expansion Draft si tenne il 13 giugno 1979. Il draft ebbe luogo per permettere di completare il roster delle quattro nuove franchigie iscritte in NHL provenienti dalla defunta World Hockey Association: gli Edmonton Oilers, i Hartford Whalers, i Quebec Nordiques e i Winnipeg Jets.

### NHL Entry Draft
L'Entry Draft si tenne il 9 agosto 1979 presso il Queen Elizabeth Hotel di Montréal, in Québec. I Colorado Rockies nominarono come prima scelta assoluta il difensore canadese Rob Ramage. Altri giocatori rilevanti all'esordio in NHL furono Mike Gartner, Ray Bourque, Michel Goulet e Mark Messier.

## Stagione regolare

### Classifiche
= Qualificata per i playoff,       = Vincitore del Prince of Wales Trophy,       = Vincitore del Clarence S. Campbell Bowl, ( ) = Posizione nei playoff

#### Prince of Wales Conference
Adams Division
|    |                           | PG | V  | S  | N  | GF  | GS  | PT  |
| -- | ------------------------- | -- | -- | -- | -- | --- | --- | --- |
| 1. | Buffalo Sabres (2)        | 80 | 47 | 17 | 16 | 318 | 201 | 110 |
| 2. | Boston Bruins (4)         | 80 | 46 | 21 | 13 | 310 | 234 | 105 |
| 3. | Minnesota North Stars (6) | 80 | 36 | 28 | 16 | 311 | 253 | 88  |
| 4. | Toronto Maple Leafs (11)  | 80 | 35 | 40 | 5  | 304 | 327 | 75  |
| 5. | Quebec Nordiques          | 80 | 25 | 44 | 11 | 248 | 313 | 61  |

Norris Division
|    |                          | PG | V  | S  | N  | GF  | GS  | PT  |
| -- | ------------------------ | -- | -- | -- | -- | --- | --- | --- |
| 1. | Montreal Canadiens (3)   | 80 | 47 | 20 | 13 | 328 | 240 | 107 |
| 2. | Los Angeles Kings (12)   | 80 | 30 | 36 | 14 | 290 | 313 | 74  |
| 3. | Pittsburgh Penguins (13) | 80 | 30 | 37 | 13 | 251 | 303 | 73  |
| 4. | Hartford Whalers (14)    | 80 | 27 | 34 | 19 | 303 | 312 | 73  |
| 5. | Detroit Red Wings        | 80 | 26 | 43 | 11 | 268 | 306 | 63  |

#### Clarence Campbell Conference
Patrick Division
|    |                         | PG | V  | S  | N  | GF  | GS  | PT  |
| -- | ----------------------- | -- | -- | -- | -- | --- | --- | --- |
| 1. | Philadelphia Flyers (1) | 80 | 48 | 12 | 20 | 327 | 254 | 116 |
| 2. | New York Islanders (5)  | 80 | 39 | 28 | 13 | 281 | 247 | 91  |
| 3. | New York Rangers (8)    | 80 | 38 | 32 | 10 | 308 | 284 | 86  |
| 4. | Atlanta Flames (9)      | 80 | 35 | 32 | 13 | 282 | 269 | 83  |
| 5. | Washington Capitals     | 80 | 27 | 40 | 13 | 234 | 308 | 67  |

Smythe Division
|    |                        | PG | V  | S  | N  | GF  | GS  | PT |
| -- | ---------------------- | -- | -- | -- | -- | --- | --- | -- |
| 1. | Chicago Blackhawks (7) | 80 | 34 | 27 | 19 | 241 | 250 | 87 |
| 2. | St. Louis Blues (10)   | 80 | 34 | 34 | 12 | 266 | 278 | 80 |
| 3. | Vancouver Canucks (15) | 80 | 27 | 37 | 16 | 256 | 281 | 70 |
| 4. | Edmonton Oilers (16)   | 80 | 28 | 39 | 13 | 301 | 322 | 69 |
| 5. | Winnipeg Jets          | 80 | 20 | 49 | 11 | 214 | 314 | 51 |
| 6. | Colorado Rockies       | 80 | 19 | 48 | 13 | 234 | 308 | 51 |

### Statistiche

#### Classifica marcatori
La seguente lista elenca i migliori marcatori al termine della stagione regolare.

| Giocatore         | Squadra             | PG | G  | A  | Pt  | +/- | MP |
| ----------------- | ------------------- | -- | -- | -- | --- | --- | -- |
| Marcel Dionne     | Los Angeles Kings   | 80 | 53 | 84 | 137 | +35 | 32 |
| Wayne Gretzky     | Edmonton Oilers     | 79 | 51 | 86 | 137 | +15 | 21 |
| Guy Lafleur       | Montreal Canadiens  | 74 | 50 | 75 | 125 | +40 | 12 |
| Gilbert Perreault | Buffalo Sabres      | 80 | 40 | 66 | 106 | +32 | 57 |
| Mike Rogers       | Hartford Whalers    | 80 | 44 | 61 | 105 | +29 | 10 |
| Bryan Trottier    | New York Islanders  | 78 | 42 | 62 | 104 | +31 | 68 |
| Charlie Simmer    | Los Angeles Kings   | 64 | 56 | 45 | 101 | +47 | 65 |
| Blaine Stoughton  | Hartford Whalers    | 80 | 56 | 44 | 100 | +9  | 16 |
| Darryl Sittler    | Toronto Maple Leafs | 73 | 40 | 57 | 97  | +3  | 62 |
| Blair MacDonald   | Edmonton Oilers     | 80 | 46 | 48 | 94  | +1  | 6  |

#### Classifica portieri
La seguente lista elenca i migliori portieri al termine della stagione regolare.

| Giocatore      | Squadra               | PG | Min  | V  | S  | P  | GS  | SO | MGS  |
| -------------- | --------------------- | -- | ---- | -- | -- | -- | --- | -- | ---- |
| Bob Sauvé      | Buffalo Sabres        | 32 | 1880 | 20 | 8  | 4  | 74  | 4  | 2.36 |
| Denis Herron   | Montreal Canadiens    | 34 | 1909 | 25 | 3  | 3  | 80  | 0  | 2.51 |
| Don Edwards    | Buffalo Sabres        | 49 | 2920 | 27 | 9  | 12 | 125 | 2  | 2.57 |
| Pete Peeters   | Philadelphia Flyers   | 40 | 2373 | 29 | 5  | 5  | 108 | 1  | 2.73 |
| Gilles Gilbert | Boston Bruins         | 33 | 1933 | 20 | 9  | 3  | 88  | 1  | 2.73 |
| Gerry Cheevers | Boston Bruins         | 42 | 2479 | 24 | 11 | 7  | 116 | 4  | 2.81 |
| Billy Smith    | New York Islanders    | 38 | 2114 | 15 | 14 | 7  | 104 | 2  | 2.95 |
| Tony Esposito  | Chicago Blackhawks    | 69 | 4140 | 31 | 22 | 16 | 205 | 6  | 2.97 |
| Chico Resch    | New York Islanders    | 45 | 2606 | 23 | 14 | 6  | 132 | 3  | 3.04 |
| Gilles Meloche | Minnesota North Stars | 54 | 3141 | 27 | 20 | 5  | 160 | 1  | 3.06 |

## Playoff

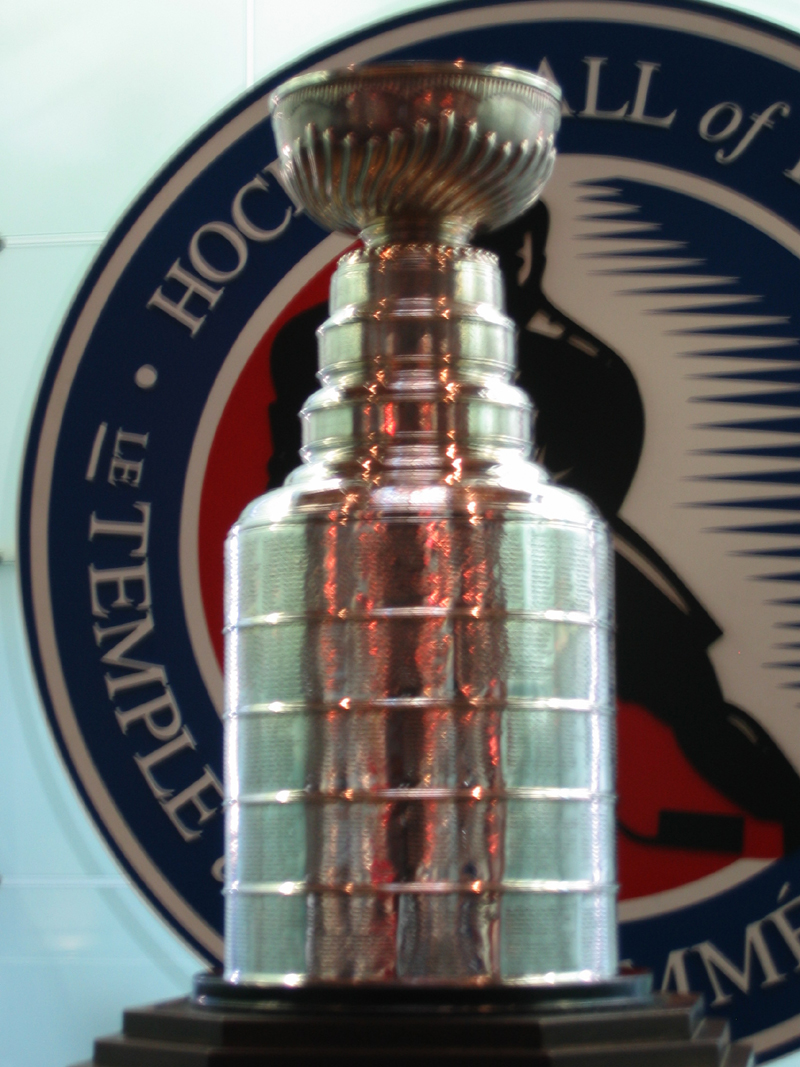
Il trofeo della Stanley Cup

Al termine della stagione regolare le migliori 16 squadre del campionato si sono qualificate per i playoff. I Philadelphia Flyers ottennero il miglior record della lega con 116 punti.

### Tabellone playoff
Nel primo turno la squadra con il ranking più alto della lega si sfida con quella dal posizionamento più basso seguendo lo schema 1-16, 2-15, 3-14, 4-13, 5-12, 6-11, 7-10 e 8-9. Al termine del primo e del secondo turno gli accoppiamenti sono ristabiliti in base alla posizione ottenuta in stagione regolare, con la squadra migliore accoppiata con quella peggiore. Nel corso dei playoff il fattore campo fu determinato dai punti ottenuti al termine della stagione regolare. Nel primo turno, al meglio delle cinque gare, si seguì il formato 2-2-1. Nelle altre serie, al meglio delle sette sfide, si seguì il formato 2-2-1-1-1: la squadra migliore in stagione regolare avrebbe disputato in casa Gara-1 e 2, (se necessario anche Gara-5 e 7), mentre quella posizionata peggio avrebbe giocato nel proprio palazzetto Gara-3 e 4 (se necessario anche Gara-6).
|  | Ottavi di finale | Ottavi di finale      | Ottavi di finale |  |  | Quarti di finale      | Quarti di finale      | Quarti di finale      |                       |   | Semifinali          | Semifinali          | Semifinali         |                    |   | Stanley Cup | Stanley Cup | Stanley Cup |  |
|  |                  |                       |                  |  |  |                       |                       |                       |                       |   |                     |                     |                    |                    |   |             |             |             |  |
|  | 1                | Phildelphia Flyers    | 3                |  |  |                       |                       |                       |                       |   |                     |                     |                    |                    |   |             |             |             |  |
|  | 16               | Edmonton Oilers       | 0                |  |  | Philadelphia Flyers   | Philadelphia Flyers   | 4                     |                       |   |                     |                     |                    |                    |   |             |             |             |  |
|  | 2                | Buffalo Sabres        | 3                |  |  | New York Rangers      | New York Rangers      | 1                     |                       |   |                     |                     |                    |                    |   |             |             |             |  |
|  | 15               | Vancouver Canucks     | 1                |  |  |                       |                       |                       |                       |   | Philadelphia Flyers | Philadelphia Flyers | 4                  |                    |   |             |             |             |  |
|  | 3                | Montreal Canadiens    | 3                |  |  |                       |                       | Minnesota North Stars | Minnesota North Stars | 1 |                     |                     |                    |                    |   |             |             |             |  |
|  | 14               | Hartford Whalers      | 0                |  |  | Buffalo Sabres        | Buffalo Sabres        | 4                     |                       |   |                     |                     |                    |                    |   |             |             |             |  |
|  | 4                | Boston Bruins         | 3                |  |  | Chicago Blackhawks    | Chicago Blackhawks    | 0                     |                       |   |                     |                     |                    |                    |   |             |             |             |  |
|  | 13               | Pittsburgh Penguins   | 2                |  |  |                       |                       |                       |                       |   | Philadelphia Flyers | Philadelphia Flyers | 2                  |                    |   |             |             |             |  |
|  | 5                | New York Islanders    | 3                |  |  |                       |                       |                       |                       |   |                     |                     | New York Islanders | New York Islanders | 4 |             |             |             |  |
|  | 12               | Los Angeles Kings     | 1                |  |  | Montreal Canadiens    | Montreal Canadiens    | 3                     |                       |   |                     |                     |                    |                    |   |             |             |             |  |
|  | 6                | Minnesota North Stars | 3                |  |  | Minnesota North Stars | Minnesota North Stars | 4                     |                       |   |                     |                     |                    |                    |   |             |             |             |  |
|  | 11               | Toronto Maple Leafs   | 0                |  |  |                       |                       |                       |                       |   | Buffalo Sabres      | Buffalo Sabres      | 2                  |                    |   |             |             |             |  |
|  | 7                | Chicago Blackhawks    | 3                |  |  |                       |                       | New York Islanders    | New York Islanders    | 4 |                     |                     |                    |                    |   |             |             |             |  |
|  | 10               | St. Louis Blues       | 0                |  |  | Boston Bruins         | Boston Bruins         | 1                     |                       |   |                     |                     |                    |                    |   |             |             |             |  |
|  | 8                | New York Rangers      | 3                |  |  | New York Islanders    | New York Islanders    | 4                     |                       |   |                     |                     |                    |                    |   |             |             |             |  |
|  | 9                | Atlanta Flames        | 1                |  |  |                       |                       |                       |                       |   |                     |                     |                    |                    |   |             |             |             |  |

### Stanley Cup
La finale della Stanley Cup 1980 è stata una serie al meglio delle sette gare che ha determinato il campione della National Hockey League per la stagione 1979-80. I New York Islanders hanno sconfitto i Philadelphia Flyers in sei partite e si sono aggiudicati la Stanley Cup per la prima volta nella loro storia.

## Premi NHL
- Stanley Cup: New York Islanders
- Prince of Wales Trophy: Buffalo Sabres
- Clarence S. Campbell Bowl: Philadelphia Flyers
- Art Ross Trophy: Marcel Dionne (Los Angeles Kings)
- Bill Masterton Memorial Trophy: Al MacAdam (Minnesota North Stars)
- Calder Memorial Trophy: Ray Bourque (Boston Bruins)
- Conn Smythe Trophy: Bryan Trottier (New York Islanders)
- Frank J. Selke Trophy: Bob Gainey (Montreal Canadiens)
- Hart Memorial Trophy: Wayne Gretzky (Edmonton Oilers)
- Jack Adams Award: Pat Quinn (Philadelphia Flyers)
- James Norris Memorial Trophy: Larry Robinson (Montreal Canadiens)
- Lady Byng Memorial Trophy: Wayne Gretzky (Edmonton Oilers)
- Lester B. Pearson Award: Marcel Dionne (Los Angeles Kings)
- Lester Patrick Trophy: Bobby Clarke, Ed Snider, Fred Shero
- Vezina Trophy: Don Edwards e Bob Sauvé (Buffalo Sabres)

### NHL All-Star Team
First All-Star Team
- Attaccanti: Charlie Simmer • Marcel Dionne • Guy Lafleur
- Difensori: Larry Robinson • Ray Bourque
- Portiere: Tony Esposito

Second All-Star Team
- Attaccanti: Steve Shutt • Wayne Gretzky • Danny Gare
- Difensori: Börje Salming • Jim Schoenfeld
- Portiere: Don Edwards